# 鵜沼東町
鵜沼東町（うぬまひがしまち）は、岐阜県各務原市の地名。現行行政町名は鵜沼東町一丁目から鵜沼東町八丁目。

## 地理
各務原市の東部の鵜沼地区に位置する。町域の東部は鵜沼台、新鵜沼台、鵜沼山崎町、西部は鵜沼西町、南部は鵜沼山崎町、鵜沼南町、北部は鵜沼西町、鵜沼台、緑苑南に接する。
町域にはJR高山本線が通過する。
地名は江戸時代、中山道鵜沼宿の大安寺川の東の町筋を「東町」と呼称したことに因む。かつては鵜沼町東町区であった。
道路
- 旧・中山道（鵜沼宿街道）
- 国道21号（鵜沼バイパス・坂祝バイパス）
- 県道207号各務原美濃加茂線
- 県道27号春日井各務原線（新鵜沼駅前通り）
- にんじん通り
- 鵜沼南町通り
- みどり坂

## 歴史
この地域は鵜沼町を構成する古くから集落であり、東町区とも称した。
1972年（昭和47年）12月25日、鵜沼の一部をもって鵜沼東町を設置する

## 世帯数と人口
2024年（令和6年）10月1日現在の世帯数と人口は以下の通りである。
| 丁目           | 世帯数  | 人口    |
| -------------- | ------- | ------- |
| 鵜沼東町一丁目 | 88世帯  | 208人   |
| 鵜沼東町二丁目 | 100世帯 | 258人   |
| 鵜沼東町三丁目 | 177世帯 | 379人   |
| 鵜沼東町四丁目 | 13世帯  | 36人    |
| 鵜沼東町五丁目 | 150世帯 | 311人   |
| 鵜沼東町六丁目 | 182世帯 | 345人   |
| 鵜沼東町七丁目 | 202世帯 | 433人   |
| 鵜沼東町八丁目 | 82世帯  | 187人   |
| 計             | 994世帯 | 2,157人 |

## 小・中学校の学区
市立小・中学校に通う場合、学区は以下の通りとなる。
| 番・番地等 | 小学校                   | 中学校               |
| ---------- | ------------------------ | -------------------- |
| 全域       | 各務原市立鵜沼第一小学校 | 各務原市立鵜沼中学校 |

## 交通
- 各務原市ふれあいバス鵜沼線、東西線朝夕便
- 岐阜バス緑苑八木山線

## 主な施設
- 中山道鵜沼宿
  - 高札場跡
  - 尾州領傍示石
  - 金山川常夜灯
- みどり坂市民サービスセンター
- 鵜沼東町ふれあいセンター
- うぬま第一幼稚園
- 鵜沼東保育所
- 金縄塚古墳
- 赤坂神社
- 秋葉神社
- 見桃院
- 隆国寺
- 各務原東郵便局
- 東濃信用金庫鵜沼支店
- 岐阜信用金庫鵜沼支店
- 十六銀行鵜沼支店
- 桑原野山西公園
  - 金縄塚古墳 - 古墳時代中期の古墳。市指定史跡[11]。
- 桑原野山東公園
- 鵜沼東町公園